# Ondauer Bergland

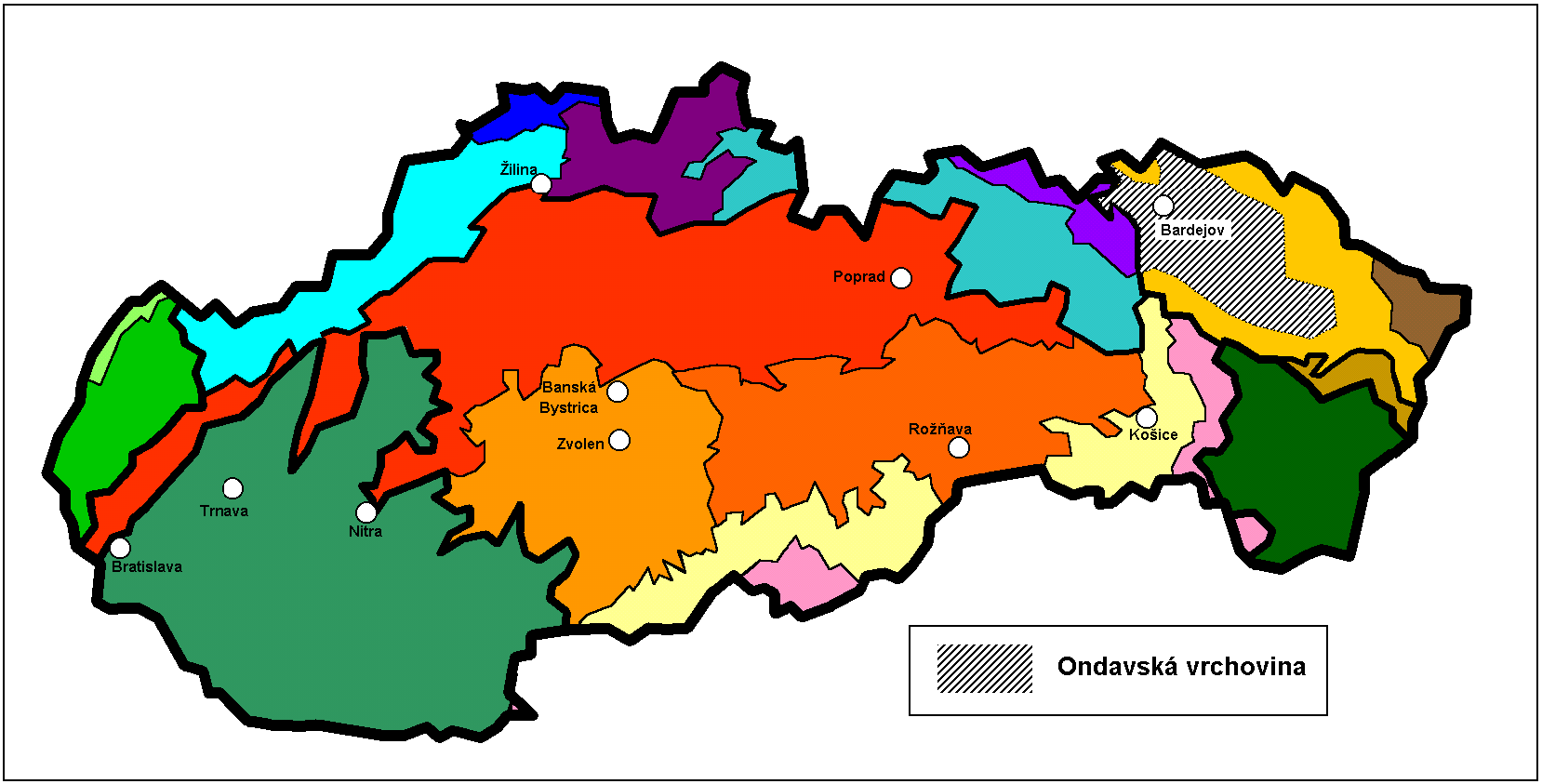
Ondavská vrchovina innerhalb der Geomorphologischen Einteilung der Slowakei

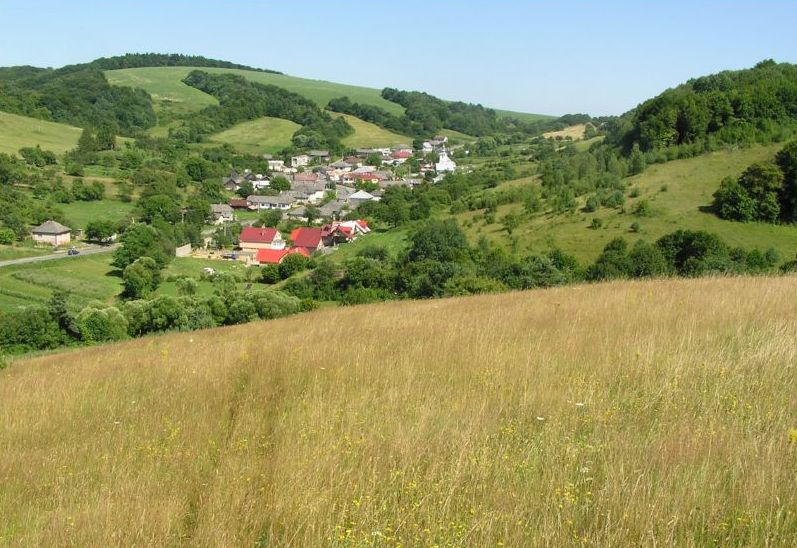
Die Gemeinde Fijaš im Bergland Ondavská vrchovina

Ondavská vrchovina (deutsch etwa „Ondauer Bergland“) ist ein nach dem Fluss Ondava benannter Gebirgszug in der Ostslowakei.

## Lage und Begrenzung
Die Ondavská vrchovina erstreckt sich vom Bezirk Bardejov über die Bezirke Svidník und Stropkov bis in die nördlichen Teile der Bezirke Humenné und Vranov nad Topľou. Sie ist Teil der Niederen Beskiden (Nízke Beskydy) und damit der Äußeren Ostkarpaten.
Begrenzt wird das Gebirge
- im Norden von der polnischen Grenze und vom Bergmassiv Busov,
- im Osten vom Bergland Laborecká vrchovina,
- im Süden vom Gebirgsvorland Beskydské predhorie,
- im Westen von den Gebirgen Ľubovnianska vrchovina und Čergov.

## Charakter
Das Gebirge ist gekennzeichnet durch sanfte, meist bewaldete (wobei Laubwald dominiert) Höhenrücken, die vom Hauptkamm der Karpaten überwiegend in südliche Richtung ziehen und dabei längere Täler (z. B. der Flüsse Topľa und Ondava) bilden.
Die höchsten Erhebungen sind der Stebnická Magura (900 m), Javorina (881 m) Smilniansky vrch (750 m), Filipovský vrch (705 m), Kačalová (676 m) und Čierna hora (667 m).

## Sehenswürdigkeiten
Wirtschaftliches und touristisches Zentrum der Region ist Bardejov mit seinem gut erhaltenen mittelalterlichen Zentrum. Unweit davon liegen der Kurort Bardejovské Kúpele und die Burgruine Zborov. Im Süden des Berglandes befindet sich mit dem Stausee Veľká Domaša ein bedeutendes Naherholungsgebiet.

## Ortschaften im Gebirge und in der Umgebung
- Bardejov
- Svidník
- Stropkov
- Giraltovce
- Humenné